# Protorazionalismo
Il Protorazionalismo è una corrente architettonica degli inizi del Novecento.
I principali architetti a farne parte sono stati: Tony Garnier, che mirava all'inquadramento dell'architettura urbanistica; Auguste Perret, il quale, attraverso l'uso di nuovi materiali, cercava di trovare nuovi spazi; Adolf Loos, che elaborò la prima teoria anti-decorativa in Paole nel Vuoto; Josef Hoffman, che, secondo la critica, progettò la prima opera protorazionalista (Sanatorio di Purkersdorf), e Peter Behrens, che trasferiva il concetto di design e quindi di "oggetto bello" al campo dell'industria.
Il primo ad utilizzare questo termine fu Edoardo Persico, nel ’35 nel mensile “Casabella”, di cui era direttore parlando di palazzo Stoclet. De Fusco ne “L’Idea di Architettura” del ‘64 definisce il protorazionalismo come il momento culturale posto tra la Secessione Viennese e la produzione architettonica della fine della Prima Guerra Mondiale. Si consideri la componente classicistica una delle sue principali invariati. Un’altra caratteristica è l’indubbia e la costante intenzionalità semplificative e riduttiva come presa di posizione contro le arti accademiche. In una parola, nel protorazionalismo, coesistono due atteggiamenti che possiamo definire moderno e antimoderno. Troviamo nella borghese tipologia delle case unifamiliari i migliori e più avanzati esempi di questo stile.
A dispetto del nome, il protorazionalismo non può essere ridotto ad anticipazione del razionalismo poiché, pur includendone molte caratteristiche, risulta estraneo alle influenze delle avanguardie figurative. Il protorazionalismo, inoltre, crea un legame singolare col “classico”, assumendone i parametri razionali e iterativi, ma rifiutando quelli archeologici. 